# Holy Trinity Church (Ayr)

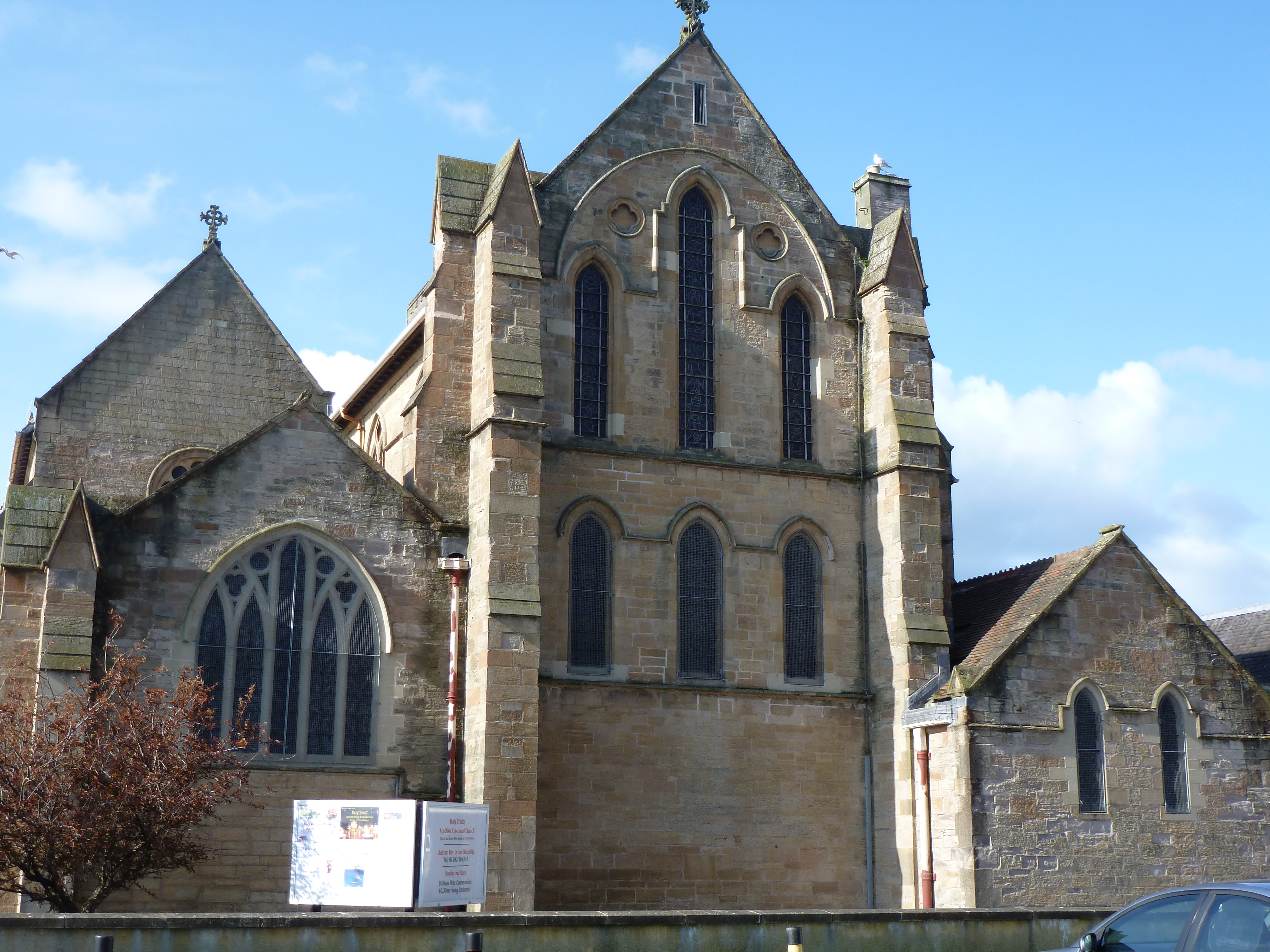
Holy Trinity Church

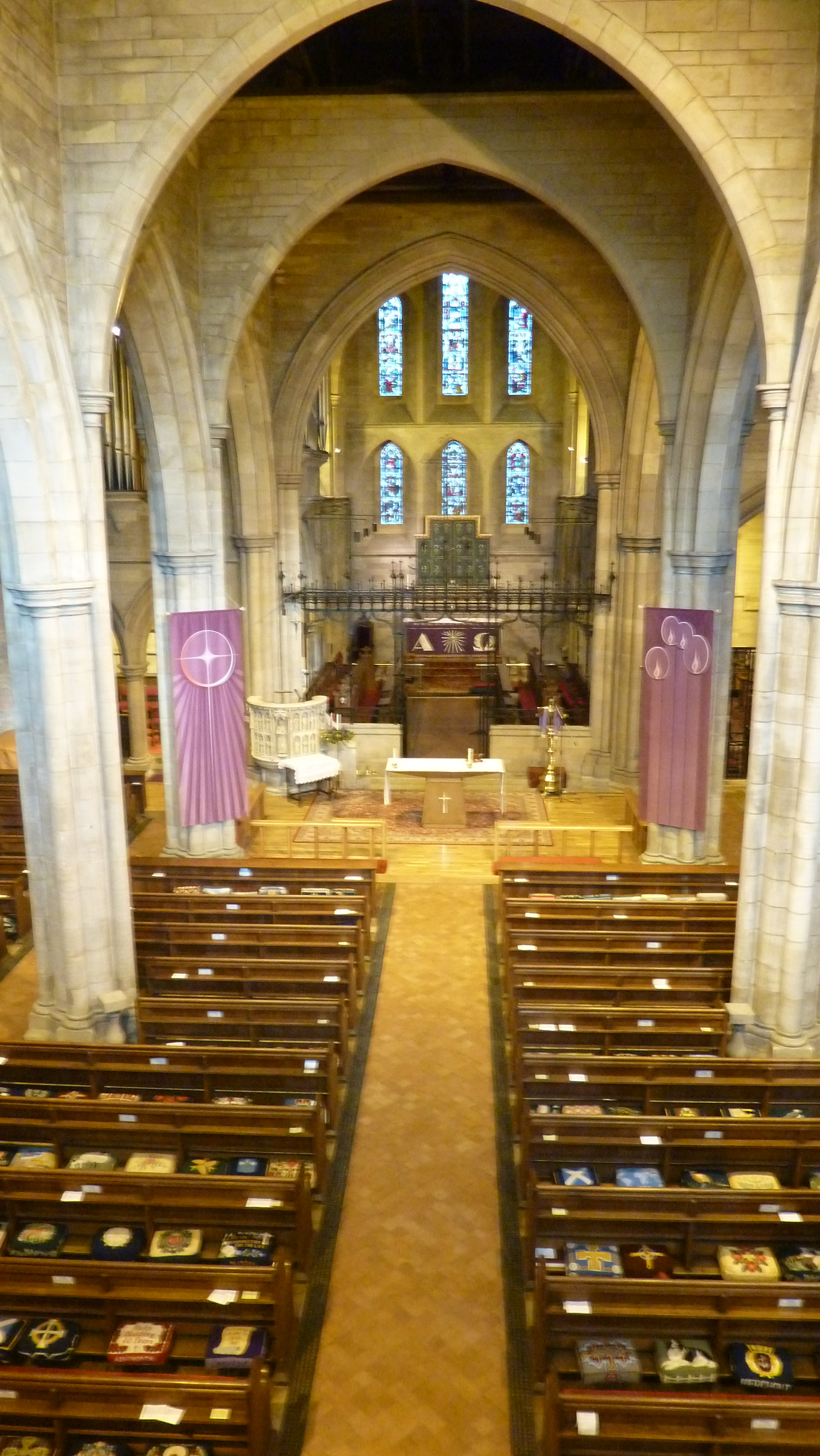
Blick über den Innenraum

Die Holy Trinity Church ist ein episkopales Kirchengebäude in der schottischen Stadt Ayr in der Council Area South Ayrshire. Im Jahr 1971 wurde das Gebäude in die schottischen Denkmallisten in der höchsten Kategorie A aufgenommen. Die Kirche ist heute noch in Gebrauch.

## Geschichte
Das erste episkopale Kirchengebäude in Ayr entstand im Jahr 1839 am Standort der heutigen Kirche. Auf Grund der beständig anwachsenden Gemeinde wurde es im Jahr 1852 erweitert; acht Jahre später wurde eine Schule hinzugefügt. Nachdem sich das bereits erweiterte Gebäude in den 1880er Jahren abermals als zu klein erwies, wurde ein Neubau am selben Standort beschlossen. Der durch zahlreiche neugotische Kirchenneubauten bekannt gewordene John Loughborough Pearson wurde als Architekt beauftragt; die Kirche blieb sein einziges Projekt in Schottland. Nach der Grundsteinlegung im Jahr 1887 zogen sich die Bauarbeiten in die Länge und die Kirche konnte nicht vor Pearsons Ableben (1897) fertiggestellt werden. John Pearsons Sohn Frank schloss den Bau im Jahr 1900 ab. Nachdem sämtliche entstandenen Schulden abgetragen waren, wurde die Holy Trinity Church 1908 konsekriert.

## Beschreibung
Das neogotische Kirchengebäude befindet sich an der Fullarton Street im Zentrum von Ayr. Das Mauerwerk besteht aus Quadern aus gelbem Sandstein, die zu einem Schichtmauerwerk verarbeitet sind. Abgekaffte Strebepfeiler gliedern die Fassaden. Das verglaste Eingangsportal befindet sich an der südwestlichen Frontseite entlang der Straße. Es ist mit zwei Paaren von Spitzbogenöffnungen gestaltet, die durch Mittelpfosten getrennt und jeweils unter stilisierten Bögen zusammengefasst sind. Links des Eingangsbereich ragt der Glockenturm auf. Der dreistöckige Turm wurde erst im Jahr 1964 vollendet und ist mit teilweise blinden Lanzettfenstern gestaltet. Er schließt mit einem Pyramidendach, das teilweise hinter einer umlaufenden Zinnenbewehrung verborgen liegt. Die Gebäuderückseite ist mit Lanzettfenstern und einer Fensterrose gestaltet.